# Marola (La Spezia)
Marola is een plaats (frazione) in de Italiaanse gemeente La Spezia.